# HMS Euryalus (42)
L'HMS Euryalus (Pennant number 42), quinta nave da guerra della Royal Navy britannica a portare questo nome, è stata un incrociatore leggero classe Dido attivo durante la seconda guerra mondiale. Costruita nei cantieri di Chatham, venne impostata il 21 ottobre 1937, varata il 6 giugno 1939 ed entrò in servizio il 30 giugno 1941.

## Servizio

### Nel Mediterraneo
Al momento dell'ingresso in servizio, la Euryalus venne assegnata al teatro del Mediterraneo, dopo una serie di esercitazioni con la Home Fleet nel mese di luglio. In agosto entrò brevemente in cantiere per riparazioni a un'elica danneggiata e per la sostituzioni delle mitragliatrici quadruple antiaeree con cinque pezzi da 20 mm Oerlikon singoli.
Nei primi giorni di settembre imbarcò quindi 300 uomini della RAF e si unì alla scorta al convoglio WS11X, nell'ambito dell'operazione Halberd. Il 24 settembre, inquadrata nella Forza X insieme agli incrociatori Kenya, Sheffield, Edinburgh ed Hermione, scortati da nove cacciatorpediniere, salpò per Malta. Il 27 settembre venne fatta oggetto di numerosi attacchi aerei, senza ricevere danni. Dopo aver fatto tappa a Malta, tornò quindi a Gibilterra, dove giunse il 1º ottobre. Ne venne quindi deciso il trasferimento ad Alessandria via Città del Capo, oceano indiano e canale di Suez. L'unità giunse a destinazione l'11 novembre, venendo inquadrata nel 15º Squadrone incrociatori.
La settimana successiva bombardò le posizioni italiane a Bardia insieme agli incrociatori Galatea e Naiad. Dal 24 novembre fu impegnata in una missione di ricerca a un convoglio italiano diretto a Bengasi. La forza di incrociatori era scortata a distanza da tre navi da battaglia, la Queen Elizabeth, la Barham e la Valiant. Tornando alla base, la Barham venne silurata e affondò poco dopo. Tre giorni dopo scortò gli incrociatori Ajax e Neptune e i cacciatorpediniere Kimberley e Kingston a Malta per unirsi alla forza K. In dicembre operò con compiti di intercettazione di convogli italiani e scorta a missioni di rifornimento di Malta. Il 17 dicembre partecipò alla prima battaglia della Sirte.

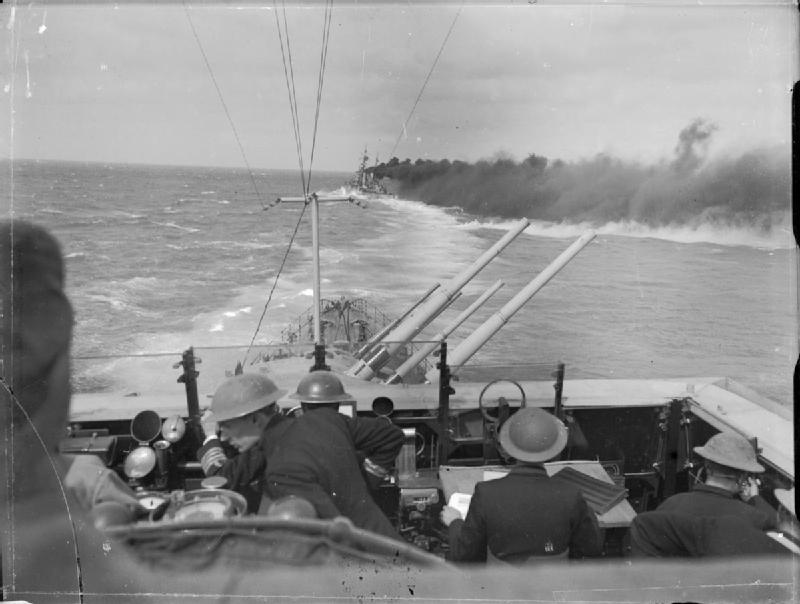
La Euryalus, schermata dalla Cleopatra, eleva i pezzi principali durante la seconda battaglia della Sirte

Nei mesi di gennaio e febbraio 1942 venne impegnata con compiti di scorta ai convogli da e per Malta e caccia alle unità italiane dirette in nordafrica. L'11 marzo venne fatta oggetto di vari attacchi aerei, mentre era di ritordo ad Alessandria. La Naiad venne affondata da un U-Boot durante la stessa missione. Quattro giorni dopo bombardò Rodi insieme alla Dido e a sei cacciatorpediniere. Il 22 seguente partecipò alla seconda battaglia della Sirte, venendo leggermente danneggiata dalle schegge di un colpo da 381 caduto nei pressi dello scafo.
Nel giugno successivo prese parte all'Operazione Vigorous, che sfociò nella cosiddetta battaglia di mezzo giugno, durante la quale le forze dell'Asse inflissero gravi perdite ai convogli diretti a Malta.
Il 19 luglio prese parte al bombardamento di Marsa Matruh in appoggio alle operazioni di terra. In agosto, durante l'Operazione Pedestal, prese parte ad una manovra diversiva per proteggere gli spostamenti di un nuovo convoglio di rifornimenti diretto a Malta, tornando ad Alessandria il 14 del mese. In settembre rimase in porto in attesa di lavori di manutenzione, che ebbero luogo in ottobre a Massaua. Tornata in servizio a metà del mese, prese parte dal 16 novembre all'operazione Stone Age, un nuovo convoglio per Malta scortato anche dagli incrociatori Arethusa, Dido, Orion e Cleopatra e da dieci cacciatorpediniere.
Il 1º dicembre prese parte alla scorta ad un ulteriore convoglio, l'ultimo proveniente da Alessandria a richiedere protezione, vista l'avanzata delle forze di terra alleate in Tunisia. Il 13 dicembre attaccò insieme alla Dido e a quattro cacciatorpediniere un convoglio italiano. Durante lo scontro vennero affondate tre navi.
Il 22 gennaio 1943 bombardò Zuara, in Libia, insieme alla Cleopatra e ad una scorta di cacciatorpediniere, rimanendo attiva nel periodo successivo nella caccia ai rari convogli di rifornimento italiani. In aprile entrò in cantiere ad Alessandria, ricevendo un nuovo radar Type 285 per il controllo dell'armamento antiaereo e Type 281 per l'individuazione aerea. Tornata in servizio il 20 aprile venne quindi trasferita a Malta con compiti di intercettazione dei convogli nemici. In giugno partecipò all'operazione Corkscrew, nome in codice degli sbarchi alleati a Pantelleria iniziati l'8 giugno, propedeutici alla successiva invasione della Sicilia. Le settimane successive vennero spese nelle preparazioni per questa operazione, denominata operazione Husky e iniziata il 9 luglio. Due giorni dopo fu coinvolta in un incidente di fuoco amico con la Cleopatra. Il 20 luglio venne trasferita nella Forza Q, rimanendo comunque impiegata nel supporto alle operazioni in Sicilia. Il 1º agosto bombardò quindi Vibo Valentia insieme alla Dido e alla Sirius, mentre il venne impegnata contro Scalea. Il 27 agosto divenne ammiraglia della Task Force 88, con compiti di scorta alle portaerei della flotta.
Venne quindi impiegata nell'operazione Avalanche, nome in codice degli sbarchi alleati a Salerno, iniziati il 9 settembre, il giorno successivo alla diffusione della notizia della firma dell'armistizio di Cassibile tra Italia e Alleati. Il 13 settembre imbarcò a Biserta truppe dirette verso la testa di ponte, giungendo a destinazione due giorni dopo. Il giorno successivo prestò assistenza alla nave da battaglia Warspite danneggiata da una bomba, tentando anche di rimorchiarla verso Malta. Il 22 successivo, dopo la fine delle operazioni di sbarco, trasferì il Comandante in Capo della Mediterranean Fleet a Taranto, per discutere con ufficiali italiani il destino della flotta da guerra italiana. Il 29 settembre iniziò quindi il viaggio di ritorno in patria, dove entrò in cantiere per lavori di ammodernamento. Dopo un mese in un cantiere civile, venne trasferita sul Clyde nei cantieri John Brown and Company all'inizio di novembre. Durante i lavori la torretta Q venne rimossa per diminuire il dislocamento, e la nave venne modificata per diventare ammiraglia di scorta alle portaerei di flotta, venendo quindi attrezzata con una sala controllo aereo. Vennero anche installati i nuovi radar Type 277 e 293.

### Nel Pacifico
La Euryalus tornò quindi ufficialmente in servizio il 28 giugno 1944, venendo assegnata al 10º Squadrone incrociatori della Home Fleet, svolgendo quindi una serie di esercitazioni e test prima di venire trasferita a Scapa Flow. Il 19 agosto si sviluppò un incendio a bordo, che costrinse la nave a subire ulteriori riparazioni sull'Humber, che durarono fino al 20 settembre. In ottobre operò con compiti di scorta a due missioni di posa di mine al largo delle coste norvegesi, mentre nel mese successivo ne venne deciso il trasferimento presso la British Pacific Fleet, costituita ufficialmente il 22 novembre. Dopo un periodo di licenza, la nave salpò quindi il 16 dicembre per il Pacifico, scortando la Rimataka, con a bordo il duca di Gloucester, appena nominato Governatore Generale dell'Australia. Dopo brevi soste a Gibilterra, Suez e Aden, l'unità giunse a Colombo il 5 gennaio 1945, venendo quindi assegnata al 4º Squadrone incrociatori con base a Trincomalee.
Il 24 gennaio prese quindi parte alla sua prima operazione contro forze giapponesi, scortando le portaerei Illustrious, Indefatigable e Indomitable nell'attacco alle raffinerie di Pladjoe, sull'isola di Sumatra. Cinque giorni dopo, durante l'attacco alle installazioni industriali di Soengi-Gerong, venne fatta oggetto di diversi attacchi aerei, senza ricevere danni. Trasferita in Australia, giunse a Sydney l'11 febbraio, entrando brevemente in cantiere per controlli allo scafo. In seguito partecipò a una serie di esercitazioni precedenti all'ingresso in servizio insieme alle forze statunitensi. Il 28 febbraio venne quindi trasferita presso la base avanzata della Royal Navy nel Pacifico, a Manus. Dopo il passaggio delle forze britanniche sotto il controllo operativo statunitense, venne aggregata alla 5ª Flotta. Il 23 marzo salpò quindi verso la zona di operazioni al largo delle isole di Sakishima-Gunto, dove fornì copertura alle portaerei impegnate negli attacchi alle postazioni giapponesi denominati operazione Iceberg. Il 1º aprile venne fatta oggetto di numerosi attacchi aerei, venendo quindi trasferita dieci giorni dopo nelle acque di Formosa, fornendo appoggio il 12 aprile ai raid su Shinchiku e Matsugama.
Venne quindi impiegata nuovamente negli attacchi su Sakishima, bombardando il 4 maggio insieme alle navi da battaglia King George V e Howe e agli incrociatori Black Prince, Gambia e Uganda gli aeroporti di Miyako Shima e Nobara. Dopo violenti attacchi aerei e kamikaze sulle portaerei della Task Force, la missione venne interrotta e le unità impegnate tornarono a protezione delle portaerei. Alla fine del mese venne trasferita presso la Task Force 37, nell'ambito di una riorganizzazione della struttura di comando. In giugno entrò in cantiere a Brisbane per riparazioni e manutenzione, tornando in servizio in tempo per partecipare alla preparazione ai pianificati sbarchi in Giappone. Dal 17 luglio partecipò alla scorta alle portaerei impegnate negli attacchi aerei sulle città Tokio e Yokohama e su vari obiettivi militari. Rimasta impiegata con compiti simili fino al 9 agosto, fu costretta a tornare alla base di Manus a causa della scarsità di combustibile disponibile per la flotta britannica. Il 15 agosto, dopo la resa del Giappone, venne trasferita nuovamente sotto il controllo della Royal Navy. Il 29 agosto entrò insieme all'incrociatore Swiftsure a Singapore come parte della forza britannica incaricata di riprendere possesso della colonia.

### Il dopoguerra
La Euryalus rimase quindi con la Pacific Fleet fino al 1947, quando venne richiamata in patria nel mese di febbraio, giungendo a Sheerness il 17 del mese. L'unità venne quindi trasferita in riserva a Rosyth. Dopo dei lavori di ammodernamento nel 1950, tornò in servizio per sostituire la Ajax nel Mediterraneo, con base a Malta. L'anno successivo partecipò a operazioni nel golfo Persico. Nel marzo 1953 venne trasferita nell'Atlantico meridionale sostituendo la Bermuda. Nell'agosto 1954 venne quindi nuovamente trasferita in riserva, dove rimase fino al 1958, anno in cui venne venduta alla BISCO per essere demolita a Blyth nei cantieri Hughes Bolckow, dove giunse il 18 luglio 1959.